# Західна область (1929—1937)
Західна область (рос. Западная область) — колишня область (адміністративно-муніципальна одиниця першого рівня) Російської Радянської Федеративної Соціалістичної Республіки в 1929 — 1937 роках. Адміністративний центр — Смоленськ. Область була розташована на заході Європейської Росії, її територія на початок ХХІ сторіччя входить до складу Брянської, Калузької, Псковської, Смоленської та Тверської областей.
Згідно зі Всесоюзним переписом населення 1937 року, населення області становило 4 693 495 осіб.  Область була скасована 27 вересня 1937.

## Історія
Область була створена 1 жовтня 1929 р. згідно з постановою ВЦВК. Територія області була утворена шляхом об'єднання теренів Смоленської, Брянської і Калузької губерній, Ржевського повіту, південної частини Осташковського повіту і волостей Тисяцької та Борковської, Новоторзького повіту Тверської губернії. Згідно з постановою ВЦВК від 17 червня 1929 року Західна область була розділена на вісім округів з районним поділом:
| Назва         | Центр       | Роки існування |
| ------------- | ----------- | -------------- |
| Брянський     | Брянськ     | 1929—1930      |
| Великолуцький | Великі Луки | 1929—1930      |
| Вяземський    | Вязьма      | 1929—1930      |
| Клинцовський  | Клинці      | 1929—1930      |
| Ржевський     | Ржев        | 1929—1930      |
| Рославльський | Рославль    | 1929—1930      |
| Смоленський   | Смоленськ   | 1929—1930      |
| Сухиницький   | Сухиничі    | 1929—1930      |
| Ярцевський    | Ярцево      | 1930           |

10 травня 1930 року Уваровський район було передано Московській області. 12 травня того ж року Смоленський округ було перейменовано на Ярцевський округ, а його адміністративний центр перенесено в Ярцево. 1 серпня 1930 року округи були скасовані, а райони були підпорядковані безпосередньо області. Смоленськ та Брянськ стали містами обласного значення.
29 січня 1935 року райони колишніх Ржевського і Великолуцького округів увійшли до складу Калінінської області.
Постановою ЦВК СРСР № 300 від 27 вересня 1937 року Західна область була скасована. З її складу, а також з утвореної в 1934 році Курської області були виділені Смоленська і Орловська області, при цьому змінено адміністративний і територіальний устрій Курської області.
15 січня 1938 року Верховна Рада СРСР затвердила створення Смоленської і Орловської областей.